# Benjamin Cantournet
Benjamin Cantournet, né le 9 mai 1985 à Reims, est un coureur cycliste français, actif de 2005 à 2013.

## Biographie
De 2010 à 2013, il court pour le Sprinter Club Olympique Dijon.

## Palmarès
- 2006
  - Tour des aéroports (Tunisie)
    - 1re étape secteur a
    - 3e à Classement Général
- 2009
  - 2e du Grand Prix de Gommegnies
  - 3e du Critérium de Soissons
  - 3e du Tour des Deux-Sèvres
- 2010
  - Tour d'Auvergne
- 2011
  - 2e du Grand Prix de Charvieu-Chavagneux
  - 3e du Circuit des Vins du Blayais
  - 3e de Paris-Connerré
- 2012
  - 2e du Circuit du Port de Dunkerque
- 2013
  - Champion de Bourgogne
  - 3e de Paris-Auxerre